# Nadejda Petrovna de Russie
Nadejda Petrovna de Russie (3 mars 1898 - 21 avril 1988 à Chantilly (France)) est une princesse de Russie appartenant à la Maison de Hosltein-Gottorp-Romanov.

## Famille
Nadejda Petrovna est la fille cadette du grand-duc Pierre Nikolaievitch de Russie et de Militza de Monténégro.
En avril 1917, Nadejda Petrovna de Russie épouse le prince Nicolas Wladimirovitch Orlov (1891-1961). Deux enfants sont nées de cette union :
- Irina Nicolaïevna Orlova (1er mars 1918 - 16 septembre 1989), épouse à Rome le 27 mars 1940 (divorce en 1946) le baron Hans von Waldstätten (1918-1977) ; se remarie à La Haye le 8 janvier 1960 Anthony Adam Zylstra (1902-1982) [1],
- Xenia Nicolaïevna Orlova (27 mars 1921 - 17 août 1963), épouse à Avon le 27 mars 1940 (divorce 1950) Paul-Marcel de Montaignac de Pessotte-Bressolles (1909-?) ; épouse à Paris le 14 mars 1951 Jean Albert d'Almont (1909–2003)[2].

## Biographie
Avant la déclaration de la Première Guerre mondiale, Nadejda Petrovna de Russie est promise au prince Oleg Constantinovitch de Russie, mais le prince, mortellement blessé au cours de combats contre les Allemands, décède des suites de ses blessures à Vilnius en Lituanie le 12 octobre 1914. En avril 1917, la princesse épousa morganatiquement en Crimée le prince Nicolas Wladimirovitch Orlov.
En 1919, accompagnée de son époux, Nadejda Petrovna de Russie quitte la Russie à bord du navire britannique le HMS Marlbrorough. Sa fille, la princesse Irina Nicolaïevna Orlova est la plus jeune passagère du navire . La princesse aurait été un des propriétaires du célèbre diamant Black Orlov.
Nadejda Petrovna de Russie et son époux divorcent en 1940.
Elle décède à Chantilly le 21 avril 1988.

## Distinction
- 1914 : Dame grand-croix de l'ordre de Sainte-Catherine[5]